# انقلاب هايتي (سبتمبر 1988)
وقع انقلاب هايتي في سبتمبر 1988، عندما أطاحت مجموعة من ضباط الصف في الحرس الرئاسي الهايتي بالجنرال هنري نامفي وأتت بالجنرال بروسبر أفريل إلى السلطة. كان نامفي عضوًا في المجلس الوطني للحكومة من عام 1986 حتى تنصيب ليزلي مانيجات في فبراير 1988، الذي فاز في الانتخابات العامة عام 1988. كان نامفي قد أطاح بمانيجات في انقلاب يونيو 1988 عندما سعى مانيجات لممارسة حقه الدستوري في السيطرة على المهام العسكرية.
ساهمت مذبحة سان دون بوسكو التي وقعت في 11 سبتمبر، المنسوبة إلى تونتون ماكوت (وحدة عمليات خاصة شبه العسكرية)، في انقلاب سبتمبر، خاصة بعد فشل نامفي في إدانة المتورطين وسمح لستة مشاركين بالظهور على التلفزيون الوطني في اليوم التالي وإصدار مزيد من التهديدات. كما صرحت لجنة الدول الأمريكية لحقوق الإنسان، «شعر كثير من الناس بالغضب من ظهور هؤلاء الأفراد على شاشات التلفزيون، دون أي تمويه، والاعتراف بمشاركتهم في هذه الأحداث والتهديد بأعمال إجرامية مستقبلية دون خوف من أن يتم القبض عليهم من قبل السلطات». بالإضافة إلى ذلك، كانت هناك مخاوف من أن المجزرة يمكن أن تكون بداية عودة ظهور تونتون ماكوت، وضعف الجيش.
""في بيان مُعد ومختصر قُرئ باسم الحرس الرئاسي في الساعة الثانية من صباح يوم الأحد، أوضح الرقيب جوزيف هيوبرو الانقلاب بأنه محاولة من ضباط الصف لإعادة الشرف للقوات المسلحة الهايتية وإنهاء فترة العنف العشوائي والارتباك في التسلسل القيادي للجيش تحت قيادة الجنرال نامفي. قدّم الرقيب هيوبرو رئيس الدولة الجديد، بروسبر أفريل، باعتباره «الضابط الأكثر صدقًا» في القوات المسلحة الهايتية. وصرّح اللفتنانت جنرال بروسبر أفريل أنه قَبِلَ الترشيح لمنصب الرئيس «لإنقاذ البلاد من الفوضى».
كان أفريل قد استُبعد من المجلس الوطني للحكومة في عام 1986 بعد مظاهرات احتجاجًا على علافته بالنظام السابق لجان كلود دوفالييه. أصبح أفريل رئيسا بعد انقلاب سبتمبر، وبقي هناك على رأس نظام عسكري حتى مارس 1990.[بحاجة لمصدر]